# Rosier Faassen
Pieter Jacobus (Rosier) Faassen, född 9 september 1833 i Haag, död 2 februari 1907 i Rotterdam, var en nederländsk dramatiker.
Faassen verkade från 1854 som ansedd skådespelare i Amsterdam, Haag och Rotterdam, men vann större rykte genom en hel rad av honom författade skådespel, som till exempel De oude kassier (1875), Anne-Mie (som vann pris vid en internationell tävlan, 1879), Zwarte Griet (1882) och Platijn en Co. (1884), vilka troget avspeglar det nederländska folklivet och även har förtjänster i karaktärsteckningen. Genom sin omedelbarhet röjde de mark för det nyare realistiska dramat. Faassens dramatiska arbeten utgavs samlade i två band (Dramatisch werk, 1883–84).

## Övriga verk
- Werkstaking (1866)
- De militaire Willemsorde (1873)
- De zwarte kapitein (1877)
- De ledige wieg (1878)
- Manus de snorder (1878)
- T'huis blijven (1882)
- Zonder naam (1882)
- Hannes (1883)
- De remplaçant (1886)
- Mijn leven (1897)